# ピクニック (飲料)
ピクニック（Piknik）は、森永乳業が1981年（昭和56年）から発売している箱型紙容器入り乳飲料。ストロベリー、フルーツ、ヨーグルトドリンク、ラクトコーヒーの4種類で発売を開始し、1993年（平成5年）にカフェオレが加わった。「僕たち飲むならピクニック」がキャッチコピー。
紙パック飲料ながら、未開封の場合、常温状態で製造日から90日～120日の長期保存が可能である。発売当時は商品ロゴ入りの自販機も展開されていた。

## ラインナップ
容量別に、250mlの直方体（ブリックパックタイプ）のものと、200mlのプリズマ容器の2タイプがある。

### フレーバー
2024年9月下旬現在
- カフェ・オ・レ
- コーヒー
- フルーツオ・レ
- いちごオ・レ
- ヨーグルト味
- バニラオ・レ
- バナナオ・レ
- チョコレートオ・レ

上記のほか、期間限定で販売されるフレーバーが数種ある。

## テレビCM
「僕たち飲むならピクニック」のキャッチコピーで知られる。90年代ごろからタレントを起用し、これまでに観月ありさ、有村美波、小川那奈、乙葉、蒲生麻由、かわい綾、井原慶子などが出演している。

### CMソング
- 1986年 ジョセフ・ウィリアムズ「MY ONE」
- 1989年 スターダストレビュー「夏のシルエット」
- 1990年 FRIENDS「大空のボタン」
- 1991年 和田加奈子「wake up dream」
- 1995年 Be-B「なんで!?」
- 1997年 D&D「SUNSHINE HERO」
- 1998年 観月ありさ「Through the Season」
- 1999年 AN-J「あの頃のように」
- 2001年 キーヤキッス「please!」
- 2002年 キンモクセイ「七色の風」